# Роль (Швейцария)
Роль (фр. Rolle) — населённый пункт и коммуна района Ньон франкоязычного кантона Во в Швейцарии, население 6256 чел. (2018 г.).
Здесь расположен известный замок, являющийся национальным достоянием Швейцарии.

## Транспорт
В Роле находится железнодорожная станция, через которую проходит железная дорога, соединяющая Женеву с Лозанной. Автобусами также можно добраться в соседние населённые пункты Глан и Алламан.

## Галерея

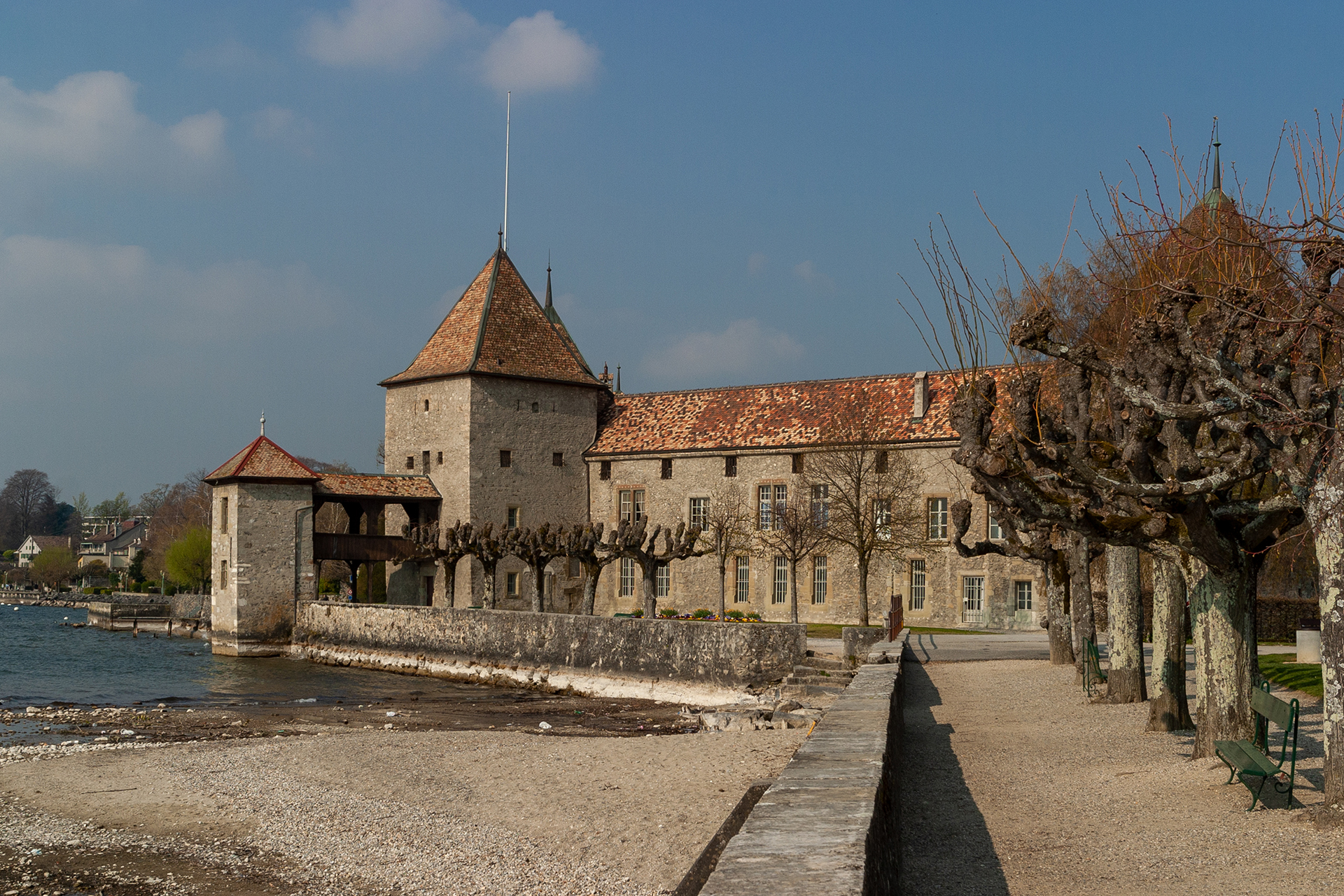
Замок Роля
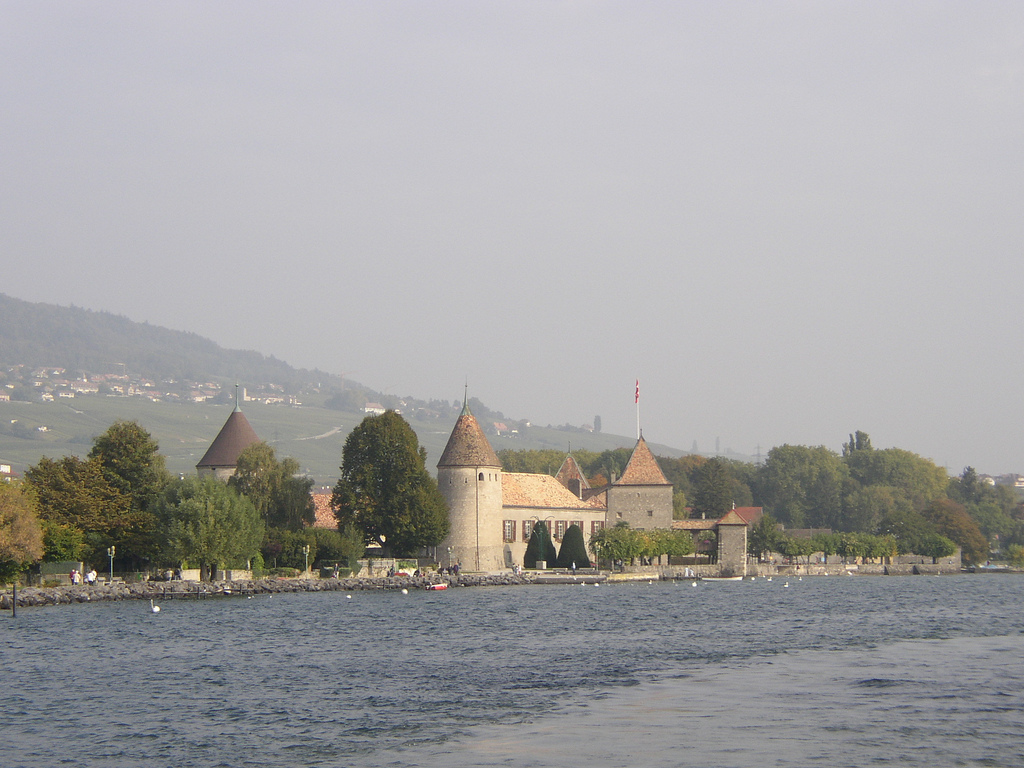
Вид на замок Роля с Женевского озера
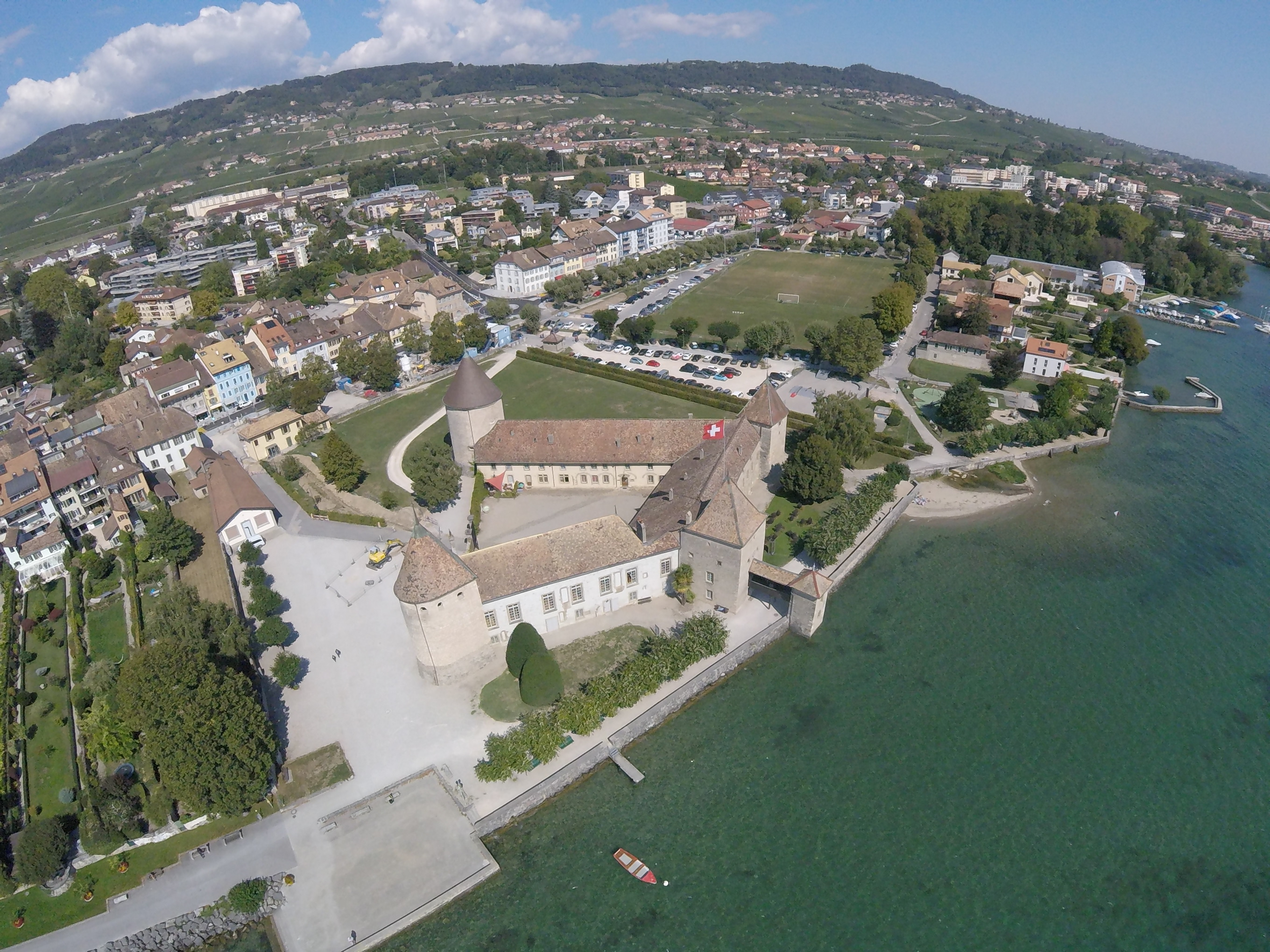
Вид замка Роля с воздуха